# Laura Moisă
Laura Moisă (n. Chiper, 21 august 1989, în Bacău) este o handbalistă din România care joacă pentru clubul Gloria 2018 Bistrița-Năsăud pe postul de extremă dreapta. Până în vara anului 2011, ea a fost componentă a clubului CS Știința Bacău, unde a jucat și ca intermediar dreapta. La începutul anului competițional 2011-2012, Moisă și colega sa de club Marilena Burghel s-au transferat la Corona Brașov.
În decembrie 2015, Laura Moisă a făcut parte din echipa României care a câștigat medalia de bronz la Campionatul Mondial desfășurat în Danemarca.
Pe 1 martie 2019 s-a făcut public faptul că handbalista a semnat un contract cu CSM București, pentru care a jucat din vara anului 2019. Din vara anului 2021 ea joacă pentru Gloria 2018 Bistrița-Năsăud.

## Palmares

### Club
- Liga Națională:
  -  Câștigătoare: 2021
  -  Medalie de argint: 2014
  -  Medalie de bronz: 2015, 2016

- Cupa României:
  -  Finalistă: 2013, 2020
  - Semifinalistă: 2014

- Supercupa României:
  -  Câștigătoare: 2019
  -  Finalistă: 2020

- Liga Campionilor:
  - Sfertfinalistă: 2020, 2021

- Cupa Cupelor:
  - Turul 3: 2014

- Cupa EHF:
  - Semifinalistă: 2016
  - Optimi: 2015
  - Turul 2: 2017

### Echipa națională
- Campionatul Mondial:
  -  Medalie de bronz: 2015

## Statistică goluri și pase de gol
Conform Federației Române de Handbal, Federației Europene de Handbal și Federației Internaționale de Handbal:
| Sezon         | Echipă | Goluri |
| ------------- | ------ | ------ |
|               |        |        |
| 2012-13       |        |        |
| Corona Brașov | 72     |        |
|               |        |        |
| 2013-14       |        |        |
| Corona Brașov | 98     |        |
|               |        |        |
| 2014-15       |        |        |
| Corona Brașov | 92     |        |
|               |        |        |
| 2015-16       |        |        |
| Corona Brașov | 96     |        |
|               |        |        |
| 2016-17       |        |        |
| Corona Brașov | 136    |        |
|               |        |        |
| 2017-18       |        |        |
| Corona Brașov | 93     |        |
|               |        |        |
| 2018-19       |        |        |
| Corona Brașov | 29     |        |
|               |        |        |
| 2019-20       |        |        |
| CSM București | 37     |        |
|               |        |        |
| 2020-21       |        |        |
| CSM București | 67     |        |

| Sezon                          | Echipă | Goluri |
| ------------------------------ | ------ | ------ |
|                                |        |        |
| 2012-13                        |        |        |
| Corona Brașov                  | 36     |        |
|                                |        |        |
| 2013-14                        |        |        |
| Corona Brașov                  |        |        |
|                                |        |        |
| 2014-15                        |        |        |
| Corona Brașov                  | 3      |        |
|                                |        |        |
| 2015-16                        |        |        |
| Corona Brașov                  | 6      |        |
|                                |        |        |
| 2016-17                        |        |        |
| Corona Brașov                  | 5      |        |
|                                |        |        |
| 2017-18                        |        |        |
| Corona Brașov                  | 9      |        |
|                                |        |        |
| 2018-19                        |        |        |
| Corona Brașov                  | -      |        |
|                                |        |        |
| 2019-20                        |        |        |
| CSM București                  | 8      |        |
|                                |        |        |
| 2020-21                        |        |        |
| CS Gloria 2018 Bistrița-Năsăud | -      |        |

| Sezon         | Echipă | Goluri |
| ------------- | ------ | ------ |
|               |        |        |
| 2018-19       |        |        |
| CSM București | 3      |        |
| 2019-20       |        |        |
| CSM București | -      |        |

| Ediția                  | Echipă | Goluri | Pase de gol |
| ----------------------- | ------ | ------ | ----------- |
|                         |        |        |             |
| Ungaria și Croația 2014 |        |        |             |
| România                 | 15     | 2      |             |
|                         |        |        |             |
| Suedia 2016             |        |        |             |
| România                 | 14     | 2      |             |
|                         |        |        |             |
| Franța 2018             |        |        |             |
| România                 | 17     | 4      |             |

| Ediția         | Echipă | Goluri | Pase de gol |
| -------------- | ------ | ------ | ----------- |
|                |        |        |             |
| Sebia 2013     |        |        |             |
| România        | 5      | -      |             |
|                |        |        |             |
| Danemarca 2015 |        |        |             |
| România        | 15     | 3      |             |

| Ediția              | Echipă | Goluri | Pase de gol |
| ------------------- | ------ | ------ | ----------- |
|                     |        |        |             |
| Rio de Janeiro 2016 |        |        |             |
| România             | 14     | -      |             |

| Sezon         | Echipă | Goluri |
| ------------- | ------ | ------ |
|               |        |        |
| 2019-20       |        |        |
| CSM București | 12     |        |
|               |        |        |
| 2020-21       |        |        |
| CSM București | 17     |        |

| Sezon         | Echipă | Goluri |
| ------------- | ------ | ------ |
|               |        |        |
| 2013-14       |        |        |
| Corona Brașov | 8      |        |

| Sezon         | Echipă | Goluri |
| ------------- | ------ | ------ |
|               |        |        |
| 2014-15       |        |        |
| Corona Brașov | 15     |        |
|               |        |        |
| 2015-16       |        |        |
| Corona Brașov | 20     |        |
|               |        |        |
| 2016-17       |        |        |
| Corona Brașov | 11     |        |